# Saint-Loup-de-Fribois
Saint-Loup-de-Fribois é uma ex-comuna francesa na região administrativa da Normandia, no departamento de Calvados. Estendeu-se por uma área de 3,44 km². Em 2010 a comuna tinha 183 habitantes (densidade: 53,2 hab./km²).
Em 1 de janeiro de 2017 foi fundida com a comuna de Biéville-Quétiéville para a criação da nova comuna de Belle Vie en Auge.